# کنسرت روی آب
کنسرت روی آب فیلمی به کارگردانی جهانگیر جهانگیری و نویسندگی اشرف غلامی در سال ۱۳۸۹ است. از بازیگران این فیلم می‌توان به حمید لولایی،فرزاد فرزین، زهره فکورصبور، اکرم محمدی، فلور نظری و احمد پورمخبر را نام برد.

## داستان
هدايت هدایتی (حمید لولایی) صاحب آژانس املاك و شخص سرشناس و بسيار متمولي است كه همسرش منير (اکرم محمدی) قصد دارد برايش زن ديگري بگيرد كه دليلش را بيان نمي‌كند. ولي هدايت (حمید لولایی) از اين موضوع ناراضي است و حاضر به انجام چنين كاري نيست. هدايت (حمید لولایی) تنها يك آرزو دارد و آن هم خوانندگي است. هدايت (حمید لولایی) و منير (اکرم محمدی) سه دختر دارند با نام‌هاي مينا (نعیمه نظام‌دوست) كه در پي يافتن شوهر است، مرضيه (زهره فکورصبور) كه قصد ازدواج با آهنگساز و خواننده‌ای به نام آرش (فرزاد فرزین) را دارد و مريم كه قرار است با بپيشكار پدرش، ازدواج كند. حبيب (علیرضا اوسیوند) كاپيتان بازنشسته كشتي و برادر جانباز هدايت (حمید لولایی) است كه در حادثه پنجم ژوئن خانواده‌اش را از دست داده است. حبيب (علیرضا اوسیوند) فكرهايي در سرش دارد و مي‌خواهد براي يادمان شهداي پنجم ژوئن كنسرتي را بر روي يك كشتي در آب‌هاي خليج فارس راه‌اندازي كند و براي اين كار از دوستان قديمي‌اش كمك مي‌خواهد. او شعرهايي حماسي-ملي براي اين كنسرت سروده است و نيازمند آهنگساز است. با آمدن خانواده آرش (فرزاد فرزین) براي خواستگاري همه‌چيز مهيا مي‌شود؛ هم آهنگساز و هم استوديو. از طرفي هدايت (حمید لولایی) از تنها خواهر آرش (فرزاد فرزین)، پروانه (فلور نظری) خوشش مي‌آيد و جواب مثبت را براي ازدواج آرش (فرزاد فرزین) و مرضيه (زهره فکورصبور) مي‌دهد. حامد هم براي اينكه رضايت هدايت (حمید لولایی) را براي ازدواجش با مريم جلب كند سعي مي‌كند براي خواهر بزرگتر يعني مينا (نعیمه نظام‌دوست) شوهري پيدا كند. به همين خاطر يكي از دوستانش به نام رضا (رضا داوودنژاد) را براي آشنايي به سراغ مينا (نعیمه نظام‌دوست) مي‌فرستد ولي از آن‌جا كه رضا (رضا داوودنژاد) بسيار ساده لوح و بي‌دست و پا است همه‌چيز را خراب مي‌كند و...

## بازیگران
- حمید لولایی در نقش هدایت هدایتی
- فرزاد فرزین در نقش آرش
- زهره فکورصبور در نقش مرضیه
- رضا داوودنژاد در نقش رضا
- احمد پورمخبر در نقش آ میرزا
- فلور نظری در نقش پروانه
- نعیمه نظام‌دوست در نقش مینا
- علیرضا اوسیوند در نقش حبیب
- اکرم محمدی در نقش منیر
- پوراندخت مهیمن
- محمد هاونگی
- ماندانا حیدری
- حامد ملک
- رمضان ولدی
- رضا بدخش
- سینا حسنی